# 飲食天王（集團）
飲食天王（集團）有限公司，簡稱飲食天王，是香港的一家餐飲專業服務公司，由梁震宇成立。飲食天王旗下業務第一部份設有製作及廣告公司，為餐飲業客戶提供營運顧問、市場策略、業務推廣及廣告代理等工作，以廣告代理公司角色為客戶提供服務。飲食天王第二部份業務是飲食天王優惠會。
飲食天王頒獎典禮為香港飲食界一頒獎禮，由飲食天王（集團）有限公司舉辦，以表揚飲食界中表現出色的優秀食肆，於每年大約2月至3月舉行，為香港唯一一個會在電視播映之飲食頒獎禮。官方視為香港飲食業的奧斯卡。

## 外部連結
- 香港飲食天王(控股)有限公司 （页面存档备份，存于）
- 2010年度飲食天王頒獎典禮 （页面存档备份，存于）
- KOC飲食天王 （页面存档备份，存于）